# حصان السرج الفرنسي
حصان السرج الفرنسي (بالفرنسية:Selle français) هو سلالة من الخيول الرياضية في فرنسا، تشتهر في المقام الأول بنجاحها في مسابقات قفز الحواجز، لكن العديد منها نجح أيضًا في مسابقات محاكمة الخيول والترويض. مشيته جيدة، وعادة ما يكون لونه كستنائي أو كميتي.
تم إنشاء سلالة حصان السرج الفرنسي في عام 1958، عندما تم دمج العديد من سلالات الخيول الفرنسية في كتاب سجل سلالات واحد. كان من المفترض أن تكون السلالة الجديدة بمثابة حصان رياضي موحد خلال فترة تم فيها استبدال الخيول بالسيارات، وتحولت إلى حيوان يستخدم بشكل أساسي للرياضة والترفيه. هذه السلالة لا تستجيب لمفهوم العرق، وتتميز بحجمها الكبير. يتم تربية السرج الفرنسي في جميع أنحاء فرنسا وفي العديد من البلدان الأخرى، وتتم إدارة تصينف هذه السلالة من قبل الرابطة الوطنية لحصان السرج الفرنسي (ANSF)، والتي تطمح لتعزيز قدراتها وتحسينها جينياٞ.

## الخصائص
بسبب تنوع السلالات التي ساهمت في إنشاء حصان السرج الفرنسي، فلا توجد معايير محددة للسلالة. يمكن أن يتراوح طولها من 155 إلى 180 سم، وعلى الرغم من أنها تستخدم كخيول رياضية، ٳلا أن معظم الخيول الفرنسية عادة ما تكون طويلة نسبيًا من 165 إلى 170سم. وتظل بعض السمات المورفولوجية كما هي في كل أحصنة السلالة، مثل الجبهة العريضة، وشكل الوجه المستقيم أو المحدب، والرقبة القوية والطويلة نوعًا ما والمتصلة جيدًا بالكتفين والظهر المستقيم، والصدر العميق والأكتاف الطويلة والمنحدرة، والأرجل القوية والعضلية ذات المفاصل الواسعة والحوافر الصلبة. والأرجل الخلفية القوية هي أحد اسباب تألق هذه الأحصنة في مسابقة القفز الحواجز.
عادة ما يكون لون حصان السرج الفرنسي كميتي أو كستنائي، وهذا الأخير قد ورثه من أصوله في سلالة الأنجليزية النورمانية. واللون الرمادي يعتبر أقل شيوعًا، حيث يرجع أصله إلى خيول ثوروبريد والخيول الأنجليزية العربية التي ساهمت في جينات السلالة. البقع البيضاء في أسفل الساقين شائعة داخل السلالة، وموروثة كذالك من أسلافها النورمانديين. يختلف مزاج سلالة السرج الفرنسي بدرجة كبيرة من حصان إلى آخر. ويرجع ذلك إلى معايير الاختيار، والتي منذ بداية السلالة كانت تعتمد على القدرة الجسدية. ومع ذلك، في السنوات الأخيرة، عملت الرابطة الوطنية لحصان السرج الفرنسي والمربون على إنشاء معايير اختيار تركز على المزاج. الغالبية العظمى من أحصنة السرج الفرنسية لديهم مزاج جيد، هادئ ولكن نشيط، وصبور وودود، وتشتهر السلالة بأنها ذكية وسريعة التعلم.

## تاريخ

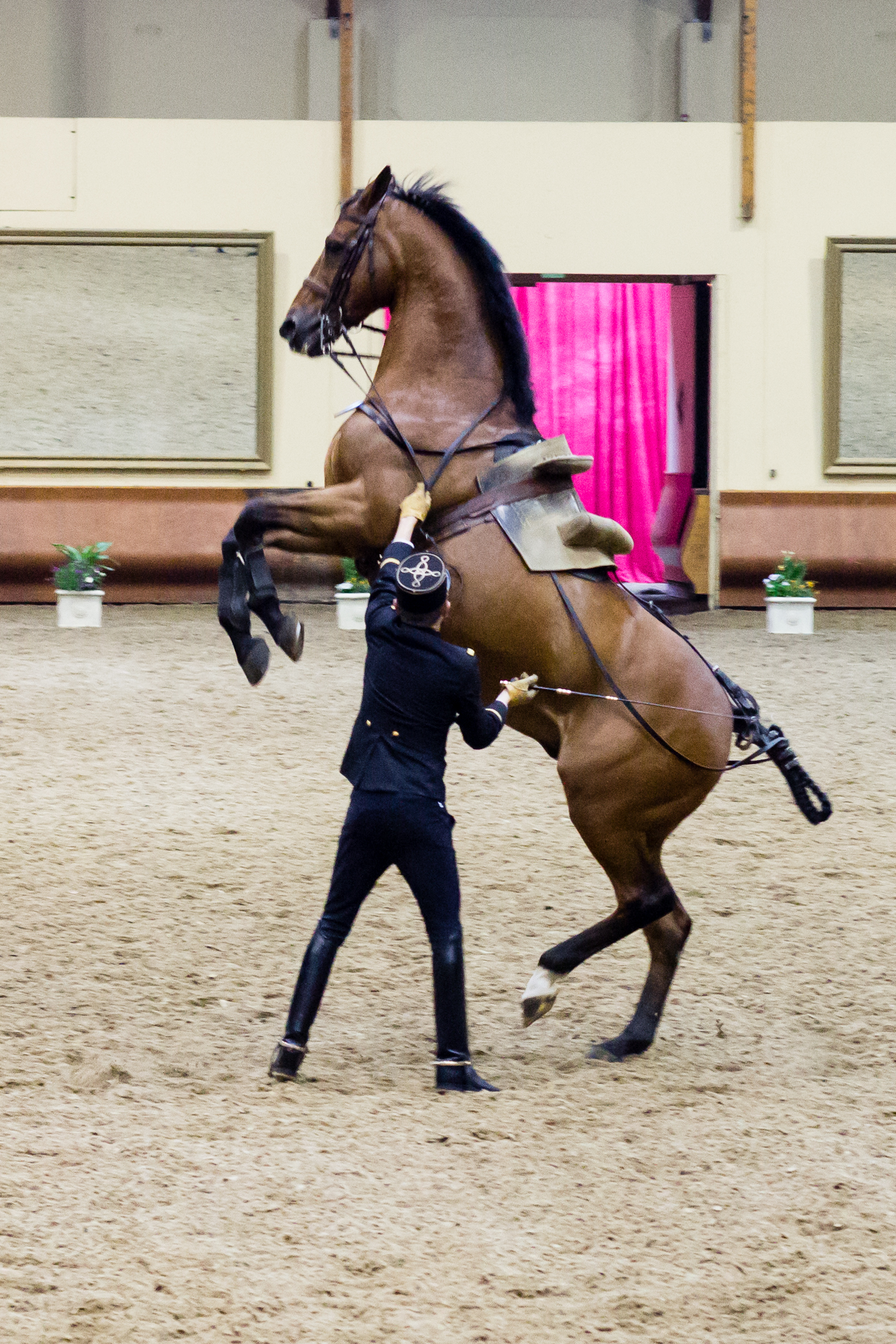
حصان سرج فرنسي في تدريبات فيلق الٳطار الأسود

ترجع أصول خيول السرج الفرنسية ٳلى الخيول الفرنسية الأصلية. ففي نورماندي بالقرن التاسع عشر، تم تهجين الأفراس المحلية مع خيول ثوروبريد أو خيول نورفولك تروتر. كانت أكثر التهجينات شيوعًا بين الأفراس المحلية المستخدمة من قبل الجيش، أو تلك التي تمت تربيتها لجر العربات، مع فحول ثوروبريد. في عام سنة 1914، تم التعرف على هذه الأنواع على أنها خيول نصف دم. تم العثور على الخيول نصف الدم في العديد من المناطق الفرنسية، وعادة ما تم تسمية الأنواع المختلفة على اسم المناطق التي ولدت فيها. كانت الأنواع الثلاثة الرئيسية لخيول السرج الفرنسية هي الأنجلو نورمانية (التي تمت تربيتها في منطقة كان) وديمي سانغ دو سنتر (تم تربيته في منطقة كلوني) وفيندين (تم تربيتها في منطقة لاروش سور يون).
في عام 1958، تم إنشاء حصان السرج الفرنسي (Selle Français) بدمج كل الخيول الإقليمية التي تعرف بنصف الدم في فرنسا تحت اسم واحد. وشملت الأنواع المدمجة الأنجلو-نورمانية، و كارولايس (من منطقة سون ولوار)، و فيندين. تم دمجهم لإنشاء حصان رياضي يلبي ٳحتياجات المجتمع الميكانيكي حيث تم استخدام الخيول للترفيه والرياضة. لم تكن سلالة السرج الفرنسي الأولى متجانسة من حيث النوع، ولكنها قدمت تنوعًا وراثيًا واسعًا، نظرًا للتنوع الكبير في الخيول المحلية المتقاطعة مع خيول ثوروبريد والأنجلو-عربية والتروتر الفرنسي. ومع ذلك، كانت الأصول النورماندية هي الأكثر تمثيلًا، حيث تم استخدام الحصان الأنجلو-نورماني للتكاثر في جميع أنحاء فرنسا.
منذ إنشائها كسلالة، تم اختيار حصان السرج الفرنسي كحصان رياضي فقط. وبسبب هذا، فقد تم صقل السلالة وجعلها متجانسة، ومنذ إنشائها أصبحت منافسًا ناجحًا في رياضة الفروسية الدولية. ففي يوليو سنة 2003، تمت الموافقة على ٳنشاء الرابطة الوطنية لسلسلة الخيول الفرنسية (الرابطة الوطنية لخيول السرج الفرنسية) كجمعية مختصة بهذه السلالة. تلعب هذه الجمعية دورًا في الدعوة مع أصحاب المصلحة والشركاء في عالم الخيول وتضمن التوجيه الصحيح للاختيار والتحسين الوراثي داخل السلالة. وتتمركز تربية خيول السرج الفرنسي في نورماندي، ويرجع ذلك أساسًا إلى أصولها في سلالات النورمان ذات الصلة. وٳعتبارًا من عام 2009، كان هناك 7722 مزرعة أبلغت عن نشاط تكاثر لهذه السلالة، على الرغم من أن الغالبية العظمى (حوالي 77 بالمائة) كانت عمليات توالد صغيرة جدًا مع فرس واحد فقط. وفي عام 2008، كان هناك 7638 مهرًا من سلالة خيول السرج الفرنسية معلنة عنها، وهو ما يمثل 57 بالمائة من إجمالي الخيول التي تمت تربيتها في فرنسا. وفي عام 2009، تم تربية أكثر من 13500 فرس من خيول السرج، وتم تزاوج 11830 منها بالفحول المعتمدة للحفاظ على هذه السلالة.
حاليا يتم تربية خيول السرج الفرنسي في جميع أنحاء فرنسا وفي الخارج، ويلعب التلقيح الاصطناعي دورًا مهمًا في انتشار السلالة. وساهمت السلالة أيضًا في العديد من جينات السلالات الأخرى في أوروبا، بما في ذلك سلالات هولشتاينر وزانجرشيدي وأولدنبورجر. وقامت منظمة المملكة المتحدة، المسماة إيكويكور، بٳفتتاح كتاب مربط الخيول البريطاني لسلالة خيول السرج الفرنسي، وتدير الرابطة الأمريكية للخيول الفرنسية كتاب الخيول للسلالة في الولايات المتحدة. بالٳضافة ٳلى أن البرازيل والأرجنتين والمغرب لديها اتفاقيات مع كتاب الخيول الفرنسية لتسجيل الخيول التي تتم تربيتها في تلك البلدان.

## كتاب التسجيل وشروط الٳنتقاء

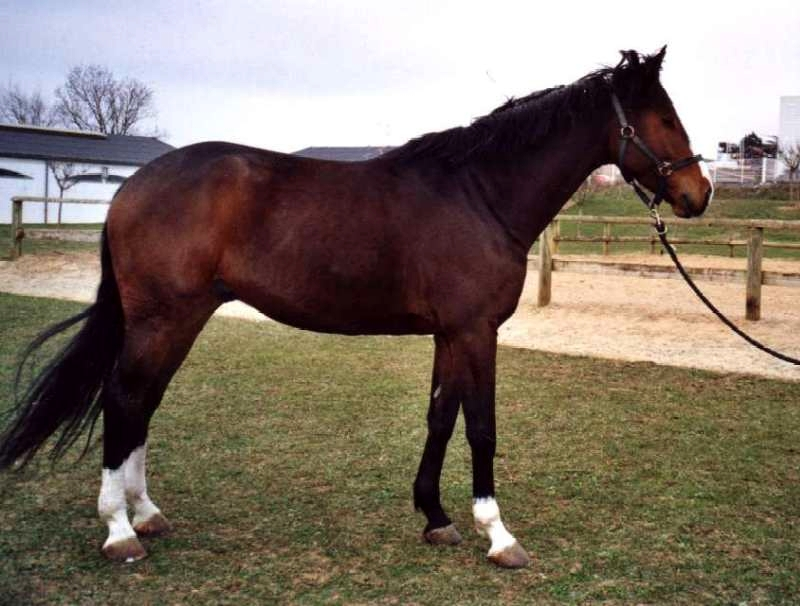
حصان سرج فرنسي

سمح كتاب تسجيل أحصنة السرج الفرنسي منذ فترة طويلة بالتزاوج مع أربعة سلالات أخرى: الخيول ثوروبريد، والخيول العربية، والخيول الأنجلو-عربية، وخيول التروتر الفرنسية. أما اليوم، فتوجد قيود لمواءمة كتاب
تسجيل الخيول مع توجيهات لسلالات الدم الحار الأوروبية الأخرى. فلكي يتم تسجيل حصان سرج فرنسي، يجب أن يكون من والدين مسجلين من نفس السلالة أو من تهجين بين حصان سرج فرنسي وحصان فاكتور للسرج الفرنسي (حصان غير حصان السرج الفرنسي ٳجتاز إجراءات اختيار كتاب التسجيل). ويجب أن تمر الفحول عبر عملية اختيار قبل أن يُسمح بتسجيل ذريتها على أنها خيول سرج فرنسية. تتضمن العملية لجنة موافقة تحكم على الفحول بناءً على معايير تستند إلى عمر الخيول وسلالتها وجنسيتها. تتضمن معايير التأهيل التوافق والمشي والأداء ويتم تسجيلها مقابل المؤشرات الوطنية.
يمكن أن تكون الخيول من أصول متعددة ويتم إدراجها في قائمة أحصنة فاكتور للسرج الفرنسي. سواء ثوروبريد، أو الخيول الأنجلو-عربية النقية أو الهجينة، فهي قد تكون أيضًا مؤهلة لهذا التصنيف، كما هو الحال بالنسبة للأفراس التي هي نتاج ٳثنين من خيول فاكتور للسرج الفرنسي. يتم أيضًا إدراج الأفراس التي تنتمي إلى سلالات خيول السرج الأخرى المعترف بها من قبل الاتحاد الأوروبي (EU) في هذه الفئة. أما الخيول العربية الأصيلة والهجينة، وسلالات السرج غير المعترف بها من قبل الاتحاد الأوروبي وبعض الأفراس الأخرى قد يتم إدراجها على أساس فردي من خلال الأداء على مستوى عالٍ في قفز الحواجز أو الفورسية لمدة ثلاثة أيام أو مسابقة الترويض إذا كانت الأفراس قادمة من دول أو أقاليم ليس لديها إمكانية الوصول إلى المسابقات عالية المستوى، فقد يتم منحهم وضع قائمة خاصة.
في عام 2003، تم تقسيم كتاب الخيول إلى جزأين: قسم لأحصنة السرج الفرنسي النقية التي تم ٳنتاجها من والدين مسجلين وقسم للخيول الهجينة أي التي أحد والديها من سلالة السرج الفرنسي فقط. لكن في عام 2009 تم التخلي عن هذا التمييز وأعيد دمج القسمين في كتاب تسجيل واحد.

## الٳستخدام
حصان السرج الفرنسي هو حصان رياضي فرنسي، معترف به دوليًا بٳعتباره أفضل سلالة لقفز الحواجز وفعاليات محاكمة الخيول. تركز معايير الاختيار لتربية هذه الأحصنة على قدراتهم على القفز. قفز الحواجز هي رياضة فنية تتطلب خيولًا حيوية وسريعة الاستجابة وفي نفس الوقت قوية. كانت الخيول التي تحتوي على أكبر نسبة من دماء ثوروبريد تعتبر أكثر تنافسية في حدث الفروسية لمدة ثلاثة أيام، حيث يلزم السرعة والقدرة على التحمل لتحقيق النجاح في جميع الأجزاء الثلاثة من الحدث (الترويض، ومحاكمة الخيول، والقفز الاستعراضي). بفضل هذه الصفات، شوهدت أحصنة السرج الفرنسي في منافسات قفز الحواجز الدولية ومنافسات الفورسية لمدة ثلاثة أيام، في كل من فرنسا وأماكن أخرى. في الترويض، تحسنت السلالة تدريجياً بعد مرور السنين، لكنها واجهت منافسة شديدة من سلالات شمال أوروبا، والتي غالبًا ما يكون لها مشية أكثر نشاطًا. بالإضافة إلى ذلك، يوجه العديد من المدربين الفرنسيين خيولهم إلى رياضة القفز الاستعراضي الأكثر شعبية والأكثر ربحية، والتي تحرم أحيانًا نظام الترويض من الخيول الجيدة. يصنف الاتحاد العالمي لتربية الخيول الرياضية (WBFSH) كتب تسجيل سلالات الدم الساخنة بناءً على نجاحهم في سباقات القفز الاستعراضي والترويض. وفي عام 2013، تم تصنيف كتاب تسجيل أحصنة السرج الفرنسي كثالث أفضل كتاب لقفز الحواجز في العالم، وتجاوزته فقط السلالة الهولندية الساخنة والسلالة البلجيكية الساخنة، وتم تصنيف أحد أحصنة السرج الفرنسي في المرتبة الأولى في العالم في نفس الفئة. كما تم تصنيف هذا الكتاب في المرتبة السادسة على مستوى العالم في مسابقة محاكمة الخيول، مع ٳحتلال أفضل حصان من هذه السلالة للمرتبة 25. وٳحتلت السلالة كذالك المرتبة 19 في الترويض، وتغلب عليها العديد من سلالات الترويض الأكثر شهرة ، بما في ذلك السلالة الهولندية الساخنة وسلالة هانوفر و ويستفاليانز.
يستخدم المعهد الفرنسي لركوب الخيل والمدرسة الوطنية للفروسية وفرقة الٳطار الأسود بشكل أساسي حصان السرج الفرنسي. يتم اختيار الخيول الصغيرة وفقًا لمهاراتها ويتم تدريبها من قبل الطلاب داخل المدارس. ويتم ٳختيار الخيول التي تمثل فرقة الٳطار الأسود في سن الثالثة ويتم تدريبها وفقًا لقدراتها، حيث يصل بعضها إلى أعلى مستويات الترويض المرتفع. وتُستخدم أحصنة السرج الفرنسي أيضًا في القيادة المشتركة والفروسية وركوب الممرات التنافسية، وقد تنافست على المستوى الدولي في جميع الرياضات الثلاث.
تستخدم أحصنة السرج الفرنسي أيضًا في إنتاج خيول السباق في فرنسا. من خلال تهجينهم مع خيول ثوروبريد والأنجلو-عربية، يتم إنتاج الخيول التي تكون قادرة على المنافسة في سباقات الحواجز (السباق فوق العقبات). ويتم تسجيل هذه الخيول عمومًا على أنها (AQPS) بمعنى«بخلاف الخيول الأصيلة»، في فرنسا. تم إنشاء كتاب الأنساب (AQPS) في فرنسا في عام 2005. قبل ذلك تم تسجيل بعض خيول السباق الفرنسية الناجحة، خاصة تلك التي شاركت في سباقات حواجز، باسم حصان سرج فرنسي. ومن بين هؤلاء نبتون كولونجيس، الفائز في السباق الوطني الكبير لسنة 2012، وكيفيجا.